# 5875 Куга
5875 Куга (5875 Kuga) — астероїд головного поясу, відкритий 5 грудня 1989 року.
Тіссеранів параметр щодо Юпітера — 3,529.